# Anna Pieri

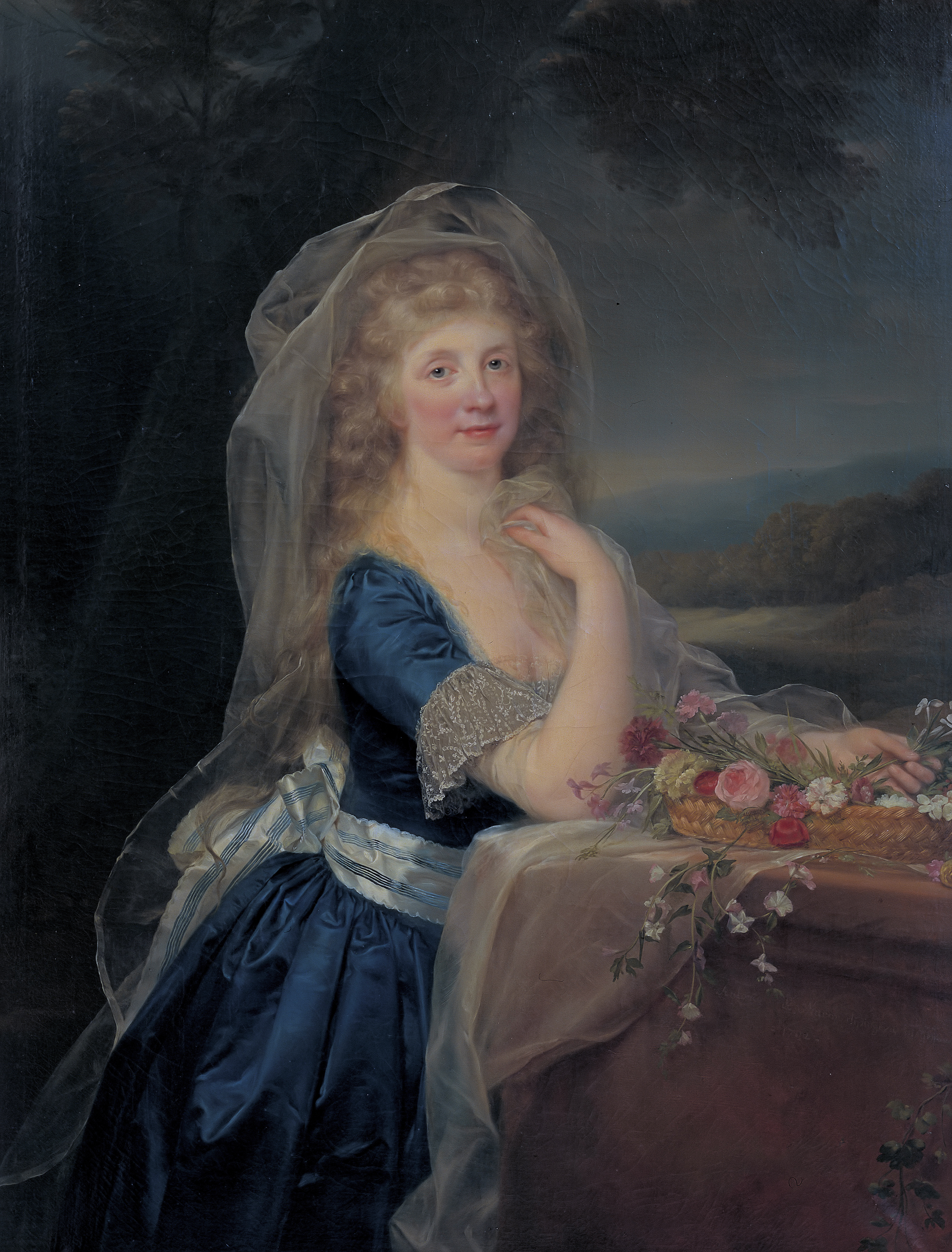
Anna Pieri, markiezin Brignole Sale

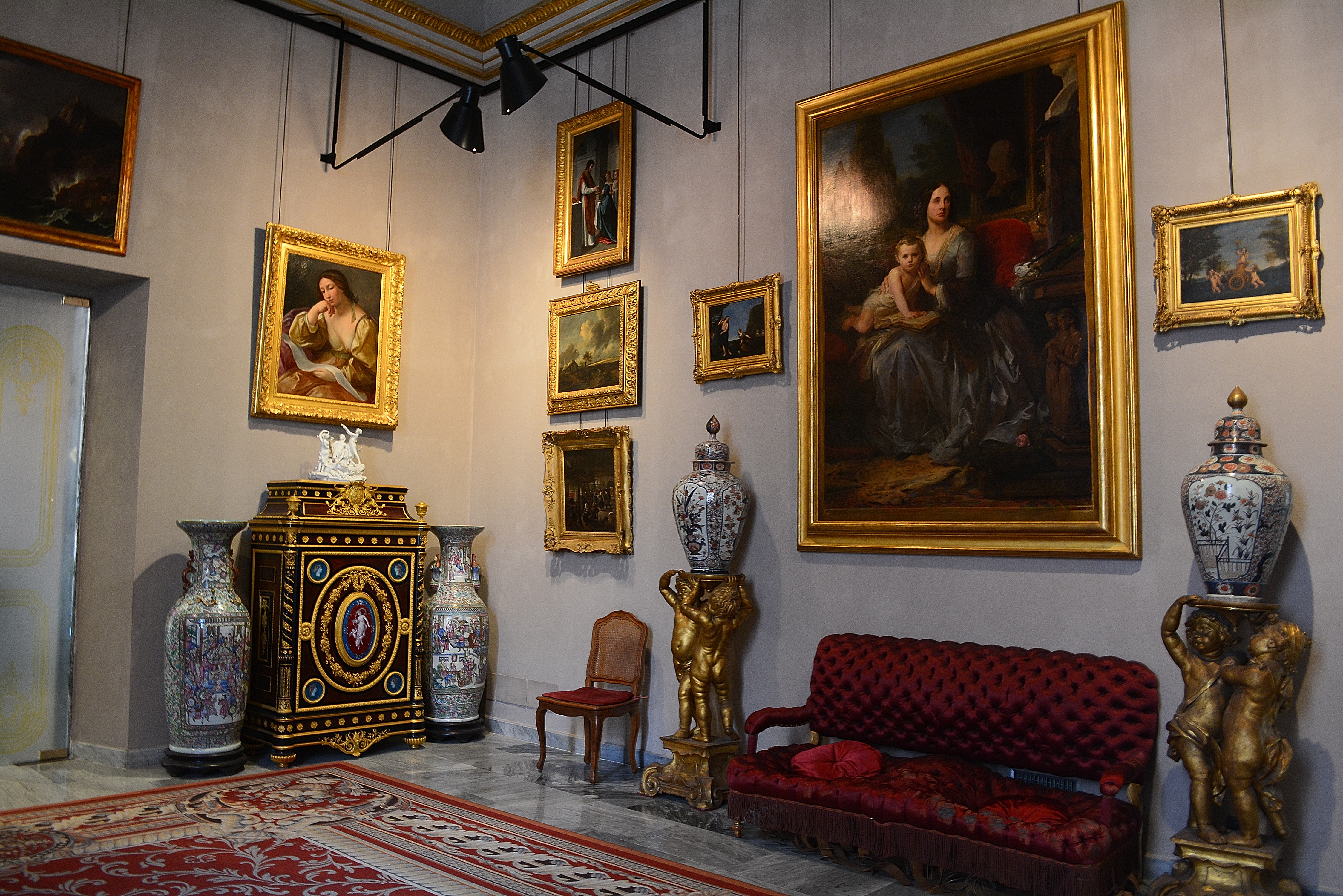
Salon van de markiezin in de Palazzo Rosso, in Genua (Italië)

Anna Maria Gaspara Vincenza Pieri, markiezin-gemalin Brignole Sale (Siena, 1765 – Wenen, 1815), was een edeldame in dienst van de twee echtgenotes van Napoleon Bonaparte. Hij schonk haar de titel van gravin Brignole-Sale en van het Franse keizerrijk.

## Levensloop
Pieri groeide op in de stad Siena, gelegen in het groothertogdom Toscane in Midden-Italië. Zij behoorde tot de stedelijke aristocratie. Zij huwde met Antonio Giulio III Brignole Sale. Antonio was markies van Groppoli en zoon van de doge van de republiek Genua, Emilio Brignole Sale. Hiermee behoorde zij tot de hoogste adellijke kringen in de entourage van de doge. Zij maakte naam door de somptueuze feesten die het echtpaar gaf in Palazzo Rosso. Zij organiseerde ook feesten in het oudste theater van de stad, in de Villa Duchessia di Galliera; dit theater is het enige dat stamde uit de 17e eeuw. Pieri liet het volledig restaureren zodat het geschikt was voor feestelijkheden.
In 1797 schafte Napoleon Bonaparte de Republiek Genua af. Er kwam de Franse vazalstaat, de Ligurische Republiek, in de plaats (1797); nadien werd de Republiek deel van het Franse Keizerrijk (1805). Anna Pieri toonde zich een fervente voorstander van het napoleontische bestuur in Genua. Gelijkgezinden troffen mekaar tijdens manifestaties georganiseerd door Pieri, die intussen weduwe geworden was (1802).
Na een bezoek van Napoleon aan Genua, werd Pieri hofdame van Joséphine de Beauharnais, zijn echtgenote. Pieri verbleef jaren in Parijs (1804-1814), zowel in het paleis van Versailles als dat van Fontainebleau als in de Tuilerieën. In 1810 was zij hofdame van Pauline Bonaparte, zus van Napoleon, en vervolgens hofdame van keizerin Marie Louise, tweede vrouw van Napoleon.
Napoleon vroeg Pieri te bemiddelen in zijn conflict met paus Pius VII, die in zijn gevangenschap zat. Pieri deed dit via haar neef, kardinaal Ercole Consalvi, staatssecretaris van Pius VII. Ook schakelde zij haar twee zonen in: Rodolfo Brignole Sale, titulair bisschop, en Antonio Brignole Sale, gevangenisopzichter voor de paus in Savona. Napoleon beloonde haar met de titel van gravin. De edeldame behoorde vanaf toen tot de empireadel.
Toen het keizerrijk van Napoleon wankelde (1813-1815), bleef Pieri hem trouw. Zij volgde Marie Louise op de terugreis naar Wenen (1814). Zij verbleef in Wenen, op het paleis Schönbrunn, met haar zoon Antonio. Zij stond permanent onder toezicht van de geheime politie van Oostenrijk, omwille van haar napoleontische sympathieën. In mysterieuze omstandigheden stierf ze in het paleis van Schönbrunn (1815). Op dat moment vond het Congres van Wenen plaats. Haar zoon ijverde nog om de Republiek Genua te herstellen, de Republiek van zijn grootvader, de doge, doch tevergeefs. De koning van Piëmont-Sardinië kreeg het op het Congres voor mekaar Genua te annexeren (1815).

## Familie
Anna Pieri en Antonio Brignole Sale hadden vier kinderen: Rodolfo, Antonio, Maria Pellegrina Teresa en Caterina Angela Maria. Anna Pieri was de nicht van kardinaal Ercole Consalvi, staatssecretaris van paus Pius VII. Via haar man was zij de aangetrouwde nicht van Maria Caterina Brignole Sale, prinses van Monaco door haar huwelijk met Honorius III van Monaco.